# Sonet na całą Mękę Pańską

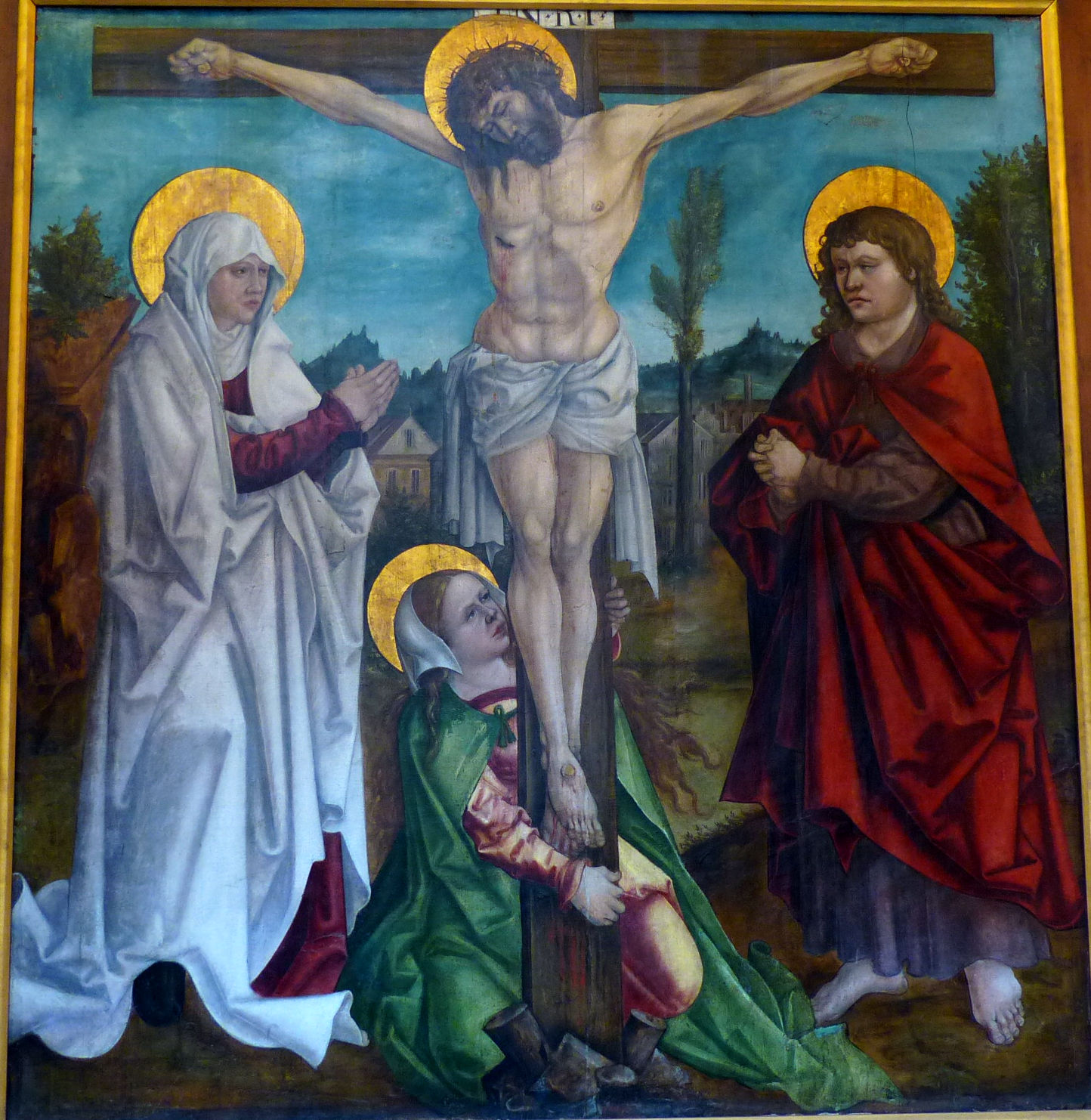
Ukrzyżowanie, ok. 1520. Obraz z klasztoru klarysek w Głogowie, obecnie w muzeum w Toruniu

Sonet na całą Mękę Pańską – wiersz barokowego poety Stanisława Herakliusza Lubomirskiego wchodzący w skład cyklu Poezje postu świętego. Utwór charakteryzuje się kunsztowną budową wersyfikacyjną. Jest sonetem. Pod względem rymowania reprezentuje włoską odmianę gatunku. Zgodnie z włoską tradycją jest napisany jedenastozgłoskowcem. Jest czterorymowy. Rymuje się abba abba cdc dcd. Tematem wiersza jest zbawienie ludzkości przez śmierć Jezusa na krzyżu. W utworze występują długie wyliczenia słów jednozgłoskowych. Claude Backvis, omawiając formalne wyrafinowanie sonetu, mówi nawet o "świeckich figlach" jego budowy.
Wielkiej miłości i nieogarnionej

Tryumf, czy piekła łupy, czy mogiły

Zawisnej śmierci, czy niebieskiej siły

Są cudem męki, co zniósł Bóg wcielony?

Moc, myśl, żal, strach, pot, krew, sen zwyciężony,

Zdrada, powrozy, łzy, sąd i niemiły

Twarzy policzek, i rózgi, co biły,

Słup, cierń, krzyż, gwóźdź, żółć i bok otworzony

Są to dobroci dary, a nie męki,

Nie dary, ale łaski źrzódła żywe,

Nie źrzódła, ale boskie cuda ręki,

Tej ręki, co nam zbawienie szczęśliwe

Z swych ran wylała, za które niech dzięki

Oddaje-ć serce, o dobro prawdziwe!